# Mint.com
Mint.com ist ein kostenloser, webbasierender Online-Dienst zur persönlichen Finanzverwaltung.

## Firmengeschichte
Mint wurde 2006 von Aaron Patzer gegründet, Firmensitz ist Mountain View.
Mint.com hat nach eigenen Angaben über 20 Millionen Benutzer (Stand: 2016).

## Finanzierung
Insgesamt wurden über 31 Millionen US-Dollar in Venture Capital von DAG Ventures, Shasta Ventures und First Round Capital eingesammelt. Zu den frühen Investoren gehörten auch Ram Shriram, einer der ersten investoren von Google.
2009 wurde Mint.com von Intuit für 170 Millionen US-Dollar übernommen.